# Beiguan
Der Stadtbezirk Beiguan (chinesisch 北关区, Pinyin Běiguān Qū) ist ein Stadtbezirk in der chinesischen Provinz Henan. Er gehört zum Verwaltungsgebiet der kreisfreien Stadt Anyang im Norden der Provinz. Der Stadtbezirk hat eine Fläche von 59 Quadratkilometern und zählt 326.100 Einwohner (Stand: Ende 2018). Er ist Sitz der Stadtregierung.

## Administrative Gliederung
Auf Gemeindeebene setzt sich der Stadtbezirk aus neun Straßenvierteln zusammen. 